# Lomaspilis maculata
Lomaspilis maculata är en fjärilsart som beskrevs av Jacob Hübner 1796. Lomaspilis maculata ingår i släktet Lomaspilis och familjen mätare. Inga underarter finns listade i Catalogue of Life.